# Heavenly Bodies!
Heavenly Bodies! è un film del 1963, diretto da Russ Meyer.